# Augh

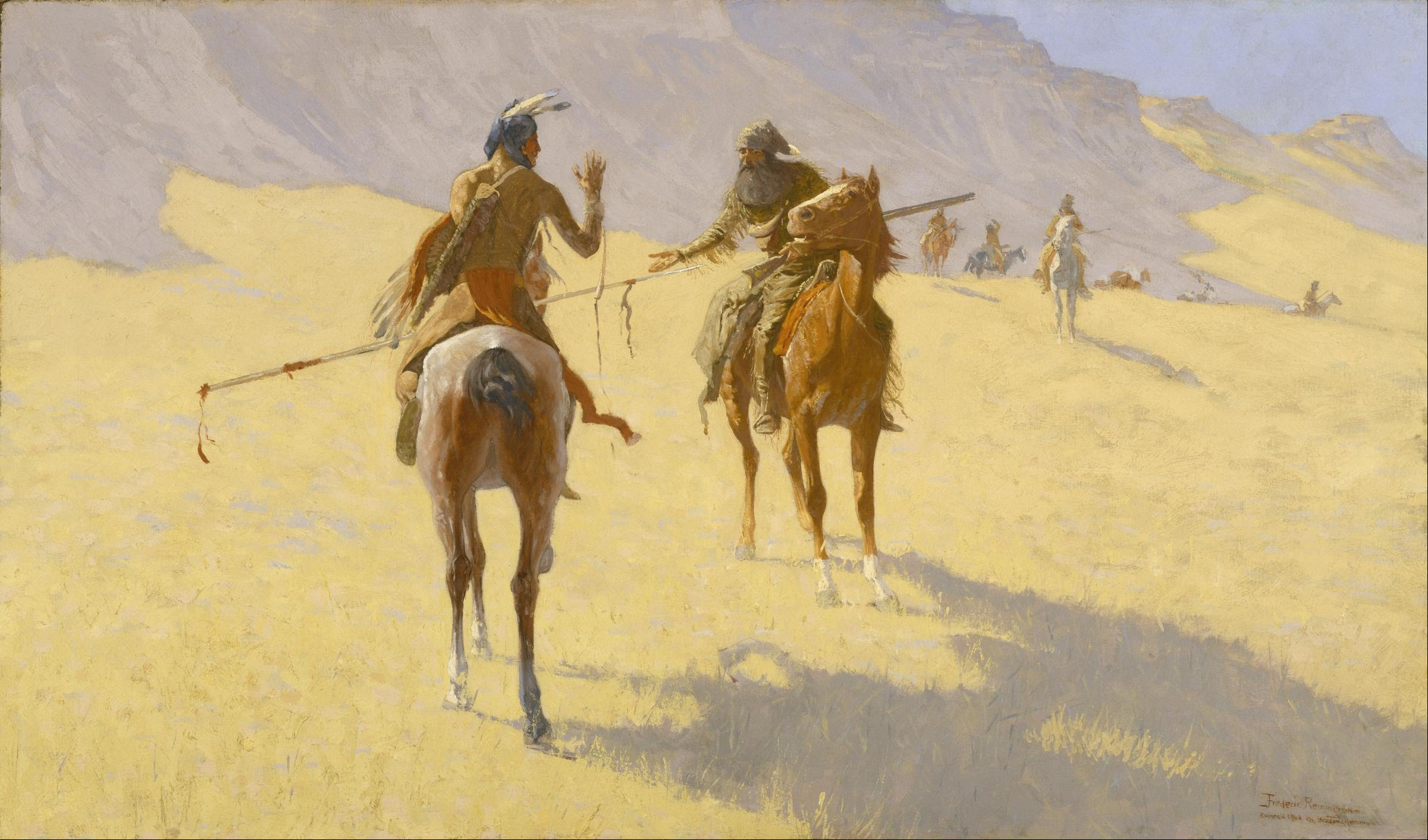
Dipinto del 1903: nell'immaginario collettivo il gesto di saluto è accompagnato da "augh"

Augh è una parola di saluto attribuita ai nativi americani del Nord America, spesso accompagnata da un gesto con la mano alzata e il palmo rivolto in avanti. Si tratta di uno stereotipo, utilizzato a volte nel western o nelle raffigurazioni scherzose dei nativi, non corrispondente a una reale abitudine dei nativi.
Il termine, sempre nell'immaginario collettivo, viene utilizzato anche come esclamazione affermativa, ad esempio da due dei primi autori del genere western: James Fenimore Cooper come affermazione di consenso e Karl May come una sorta di "amen" o "basta", per concludere un discorso definitivo e irrevocabile.

## Origine
L'italiano "augh" deriva dal corrispondente inglese how o howgh, che ha pronuncia simile, ma con h aspirata iniziale e con il "gh" finale muto (/haʊ/). La parola, entrata nell'inglese all'inizio del XIX secolo, potrebbe derivare da espressioni realmente esistenti presso alcuni nativi, come il sioux háo o l'omaha hou.
Una parola di pronuncia molto simile, Ha'u, è presente anche nella lingua lakota e significa un saluto rivolto a un maschio adulto, ma si tratta probabilmente di un prestito linguistico, dato che le caratteristiche della parola sono insolite per quella lingua.
Per quanto riguarda il significato di affermazione, Jean de Brébeuf riporta che le comunità di uroni, quando uno di loro terminava un discorso in un'assemblea, usavano rispondere in coro con un forte e sospirato "haau", più forte quando approvavano quanto era stato detto.